# Cylindera arenaria
Cylindera arenaria es una especie de escarabajo del género Cylindera, tribu Cicindelini, familia Carabidae. Fue descrita científicamente por Fuessli en 1775.
Se distribuye por Francia, Suiza, Alemania, Austria, Hungría, Italia, Birmania, Polonia, Uzbekistán, Rusia, Ucrania, Albania, Bulgaria, España, Croacia y Turquía. La especie se mantiene activa durante los meses de enero, abril, mayo, junio, julio, agosto, septiembre y diciembre.